# Mauricio Pastrana
Mauricio Pastrana (* 20. Januar 1973 in Montería, Kolumbien) ist ein ehemaliger kolumbianischer Boxer im Halbfliegengewicht. 

## Profikarriere
Am 18. Januar 1997 boxte er gegen Michael Carbajal um den Weltmeistertitel des Verbandes IBF und siegte nach Punkten. Diesen Gürtel verlor er nach zwei aufeinanderfolgenden Titelverteidigungen im darauffolgenden Jahr wieder.
Ende August desselben Jahres errang er den inzwischen vakant gewordenen IBF-Weltmeisterschaftstitel allerdings erneut, als er Carlos Murillo in Runde 9 durch T.K.o. schlug. Diesmal hielt er den Titel bis zum 28. August des darauffolgenden Jahres.